# Vlkovice (Karlovy Vary)
Vlkovice (in tedesco Wilkowitz) è un comune della Repubblica Ceca facente parte del distretto di Cheb, nella regione di Karlovy Vary.

## Geografia fisica
I comuni limitrofi sono Stanoviště, Úšovice, Mariánské Lázně e Horgassing ad ovest, Zádub, Závišín, Rájov e Služetín a nord, Ovesné Kladruby, Milhostov, Vysočany e Výškovice ad est e Martinov, Chotěnov, Holubín, Dolní Kramolín, Pístov, Michalovy Hory e Výškov a sud.

## Storia
Vlkovice fu fondata nel XII secolo, fra il 1160 e il 1217. Il documento più antico in cui il paese è menzionato risale al 23 maggio 1273.
Tra la popolazione, è sempre prevalsa l'etnia tedesca. I residenti del villaggio, a poco a poco iniziarono a convertirsi alla religione protestante. Inizialmente era sotto il controllo del monastero di Teplá, ma nel 1530, insieme a molti villaggi circostanti, Vlkovice fu venduta alla famiglia Rabštejn. Durante questo periodo aumentò il numero dei credenti protestanti. Comunque, dal 1549, ricominciò l'opera di conversione al cattoliceseimo e, nel 1680, fu inaugurato il nuovo monastero. Più tardi, Vlkovice fu colpita dalla peste.
Alla fine del XVIII secolo Vlkovice era il secondo villaggio più grande appartenente al monastero di Teplá. Data la grande superiorità della popolazione tedesca nel paese, con l'accordo di Monaco esso fu annesso alla Germania. Subito dopo la guerra, iniziò la deportazione dei tedeschi dal paese e dai dintorni ed il comune tornò alla Repubblica Ceca.

### Presente
Vlkovice oggi è uno dei comuni più piccoli nel distretto di Cheb. Hanno una superficie relativamente poco estesa. Il paese è così piccolo che i residenti del villaggio non possono usufruire di uffici pubblici, scuole, ambulatori, ed altri servizi. Molte cose si possono trovare a Mariánské Lázně, a circa 4 km di distanza. Il trasporto ferroviario in questa direzione è molto comodo e veloce.
Il villaggio è sito in un paesaggio molto pittoresco e pulito (si possono ammirare località come l'altopiano di Teplá). La via di accesso al villaggio è costituita da una graziosa stradina. Nel villaggio sono presenti un agriturismo, un pub, una vecchia fabbrica di birra, lo zoo, attivo per vent'anni dal 1931 e molte piccole aziende agricole. Sotto il regime comunista l'attività principale fu l'agricoltura.
La stazione ferroviaria di Vlkovice fu inaugurata il 17 dicembre 1898. Sulla piazza del villaggio, in una ex scuola, trova la sede municipale e biblioteca con accesso ad Internet.

## Statistiche

### Censimento del 2001
- Abitanti: 127
- Nazionalità:
  - Ceca: 96,9%
  - Slovacca: 3,1%

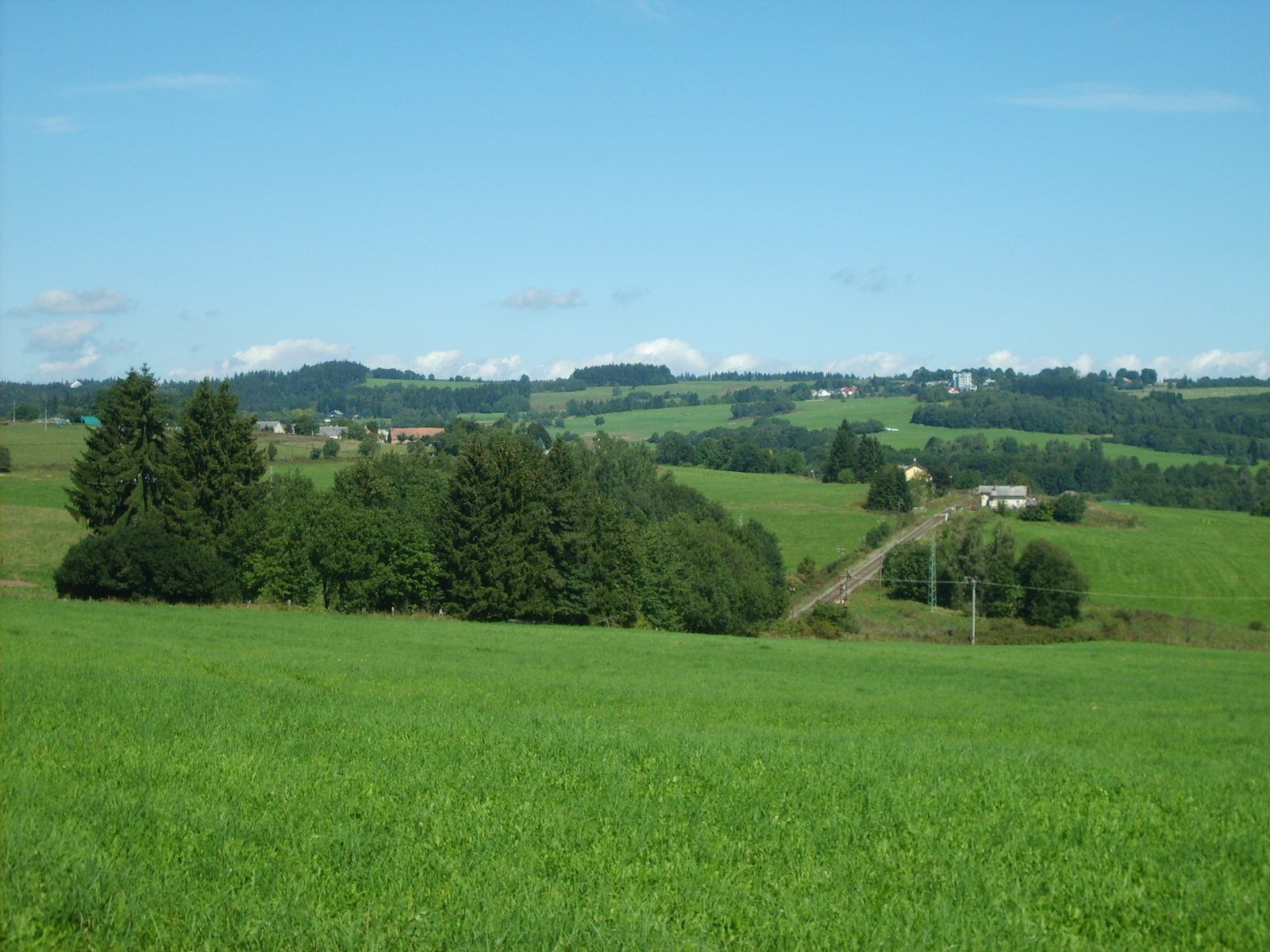

- Religione: Credenti praticanti: 23,6%
- Economia: 76 abitanti economicamente attivi, tra cui:
  - Disoccupati: 6,6%
  - Settore primario: 13,2%
  - Settore secondario: 21,1%
  - Settore terziario: 13,2%
  - Edilizia: 11,8%

### Censimento del 2007

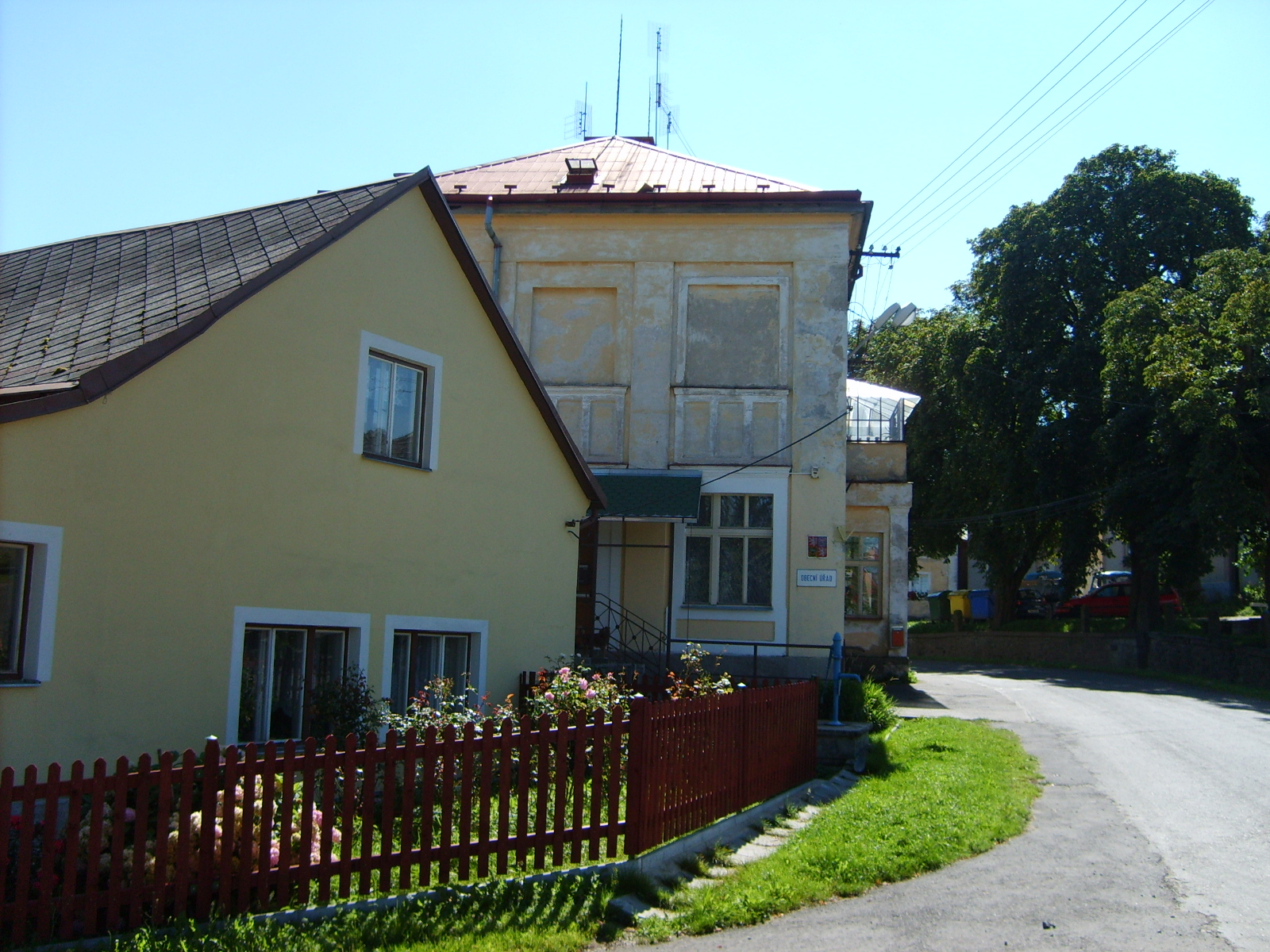

- Abitanti: 130, di cui:
  - di sesso maschile: 50,8%
  - bambini sotto i 15 anni: 14,6%
  - in età lavorativa: 98[2]
- Età media:
  - Uomini: 41,4 anni
  - Femmine: 42,5 anni
  - Totale: 42 anni
- Abitazioni: 71[6]

## Società

### Evoluzione demografica
| Anno               | 1869 | 1900 | 1930 | 1950 | 1970 | 1980 | 1991 | 2001 | 2007 |
| Popolazione totale | 312  | 307  | 377  | 166  | 125  | 135  | 130  | 127  | 130  |
| Vlkovice           | 180  | 188  | 233  | 117  | 102  | 117  | 116  | 110  |      |
| Martinov           | 132  | 119  | 144  | 49   | 23   | 18   | 14   | 17   |      |

## Geografia antropica

### Frazioni
- Vlkovice
- Martinov[6]